# Trstenik, Lanišće
Trstenik (italijansko Terstenico) je naselje na Hrvaškem, ki upravno spada pod občino Lanišće; le-ta pa spada pod Istrsko županijo.

## Zgodovina
V prejšnih časih je bil Trstenik naselje, v katerem so živeli rejci ovc(ovčjerejci). Leta 1880 je v Trsteniku živelo 223 prebivalcev. Po drugi svetovni vojni je Trstenik doživel usodo številnih vasi v Čičariji – demografsko praznitev – pojav, ko se pričnejo prebivalci množično odseljevati.
V Trsteniku stoji cerkev sv. Lucije, ki se v starih listinah prvič omenja leta 1580.

## Demografija
| Pregled števila prebivalcev po letih | Pregled števila prebivalcev po letih | Pregled števila prebivalcev po letih | Pregled števila prebivalcev po letih | Pregled števila prebivalcev po letih | Pregled števila prebivalcev po letih | Pregled števila prebivalcev po letih | Pregled števila prebivalcev po letih | Pregled števila prebivalcev po letih | Pregled števila prebivalcev po letih | Pregled števila prebivalcev po letih | Pregled števila prebivalcev po letih | Pregled števila prebivalcev po letih | Pregled števila prebivalcev po letih | Pregled števila prebivalcev po letih |
| ------------------------------------ | ------------------------------------ | ------------------------------------ | ------------------------------------ | ------------------------------------ | ------------------------------------ | ------------------------------------ | ------------------------------------ | ------------------------------------ | ------------------------------------ | ------------------------------------ | ------------------------------------ | ------------------------------------ | ------------------------------------ | ------------------------------------ |
| 1857                                 | 1869                                 | 1880                                 | 1890                                 | 1900                                 | 1910                                 | 1921                                 | 1931                                 | 1948                                 | 1953                                 | 1961                                 | 1971                                 | 1981                                 | 1991                                 | 2001                                 |
| 206                                  | 223                                  | 204                                  | 223                                  | 216                                  | 207                                  | 891                                  | 168                                  | 171                                  | 104                                  | 65                                   | 32                                   | 27                                   | 20                                   | 4                                    |